# یولیا مالینوسکی
یولیا مالینوسکی (روسی: Юлия Малиновская؛ زادهٔ ۵ سپتامبر ۱۹۷۵) سیاست‌مدار و وکیل اهل اوکراین-اسرائیل است که عضو دوره‌های بیستم تا بیست و سوم کنست بوده‌است.

## زندگی‌نامه
وی در ۵ سپتامبر ۱۹۷۵ در لوهانسک از پدری روس-یونانی-ارمنی‌تبار (ولادیمیر) و مادری یهودی (سوفیا) به دنیا آمد. وی با مدرک بی‌ای در رشته حقوق از دانشگاه ملی شرق اوکراین وولودیمر دال فارغ‌التحصیل گشت. 